# グアダルーペの聖母 (スペイン)

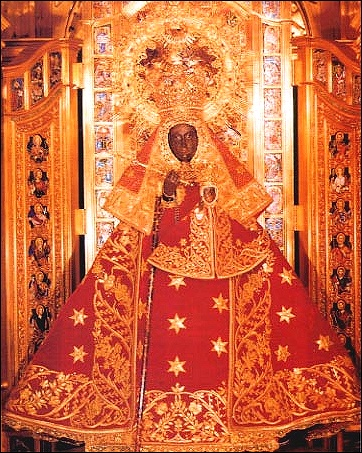
Our Lady of Guadalupe (Extremadura)

グアダルーペの聖母（グアダルーペのせいぼ）は、スペインに存在する聖母マリアの彫像。また、彫像が発見された際の聖母マリアの出現伝説である。
グアダルーペの聖母の聖堂は中世のカスティーリャ王国において、最も重要な聖マリア聖堂であった。
現在でもスペインのエストレマドゥーラ州カセレス県に位置するサンタ・マリア・デ・グアダルーペ王立修道院において崇敬されつづけている。
グアダルーペの聖母はスペインに3つある黒い聖母像のうちの1つとされる。
1928年10月12日、聖マリア像は教会法に基づき戴冠された。

## 聖母像の発見
グレゴリウス1世により、聖母マリア像は聖ルカが彫刻したものであり、セビリアの大司教、聖レアンデルに与えられたとされた。
地元の伝説では、712年にセルビアがムーア人に侵略されたため司祭たちが北方に逃れる際、彼らの手によってエストレマドゥーラにあるグアダルーペ川近くの丘に聖母マリア像が埋められたとされる。
14世紀の初頭、牛飼いのヒル・コルデロが山で逃げ出した家畜を探している際に聖母マリアが出現した。
彼は司祭に、聖母マリアが目の前に現れた。また、その周辺を掘るよう司祭に願い出よと命じられたと訴え出た。
発掘した司祭は隠された彫像を発見し、その場所に小さな聖堂を立てた。その聖堂は大きく発展し、後にサンタ・マリア・デ・グアダルーペ王立修道院となった。

## 聖母像について
高さ60cmほどの彩色された木製の彫像であり、黒い聖母像である。
イエスが聖母マリアの膝の上に座っている聖母子像で、"知恵の座"や"上智の座"として知られる形式となっている。
また、この形式は11世紀から13世紀の間に北ヨーロッパから広まっている。
少なくとも14世紀後半においては、彫像は刺繍された服で飾られていた。そのため、彫像の手と顔だけが見られる状態であった。
豪華なローブは提供した者の富と名誉の証明とされており、天の女王に相応しく金糸で刺繍され宝石で飾られていた。（ローブに隠され）彫刻そのものはほぼ見られなかったとされる。

## 巡礼
巡礼は1326年及び、1340年に始まった。アルフォンソ11世がサラードの戦いにおいてムーア人に勝利したのは聖母マリアのとりなしであったとして、この場所に修道院を立てたとされる。1386年には周辺の礼拝堂に彫像の複製が置かれた。
イベリア半島のレコンキスタにおいては、聖大ヤコブやピラールの聖母と同じく、グアダルーペの聖母はスペインのキリスト教徒たちの巡礼地となった。
1492年に、クリストファー・コロンブスはスペインのイサベル1世とフェルナンド2世からサンタフェ契約を取り付けアメリカへ初めての航海に向かった 。
アメリカから戻ったコロンブスは安全な航海と神の加護の感謝をするため、グアダルペの聖母の修道院へ巡礼を行った。
その頃の修道院は王室の保護により、もっとも裕福な教会の1つであった。